# Rebus

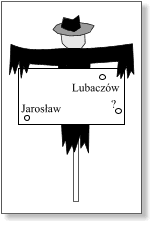
Rebus homonimowy 4 wyrazowy, o początkowych literach S. M. W. O.

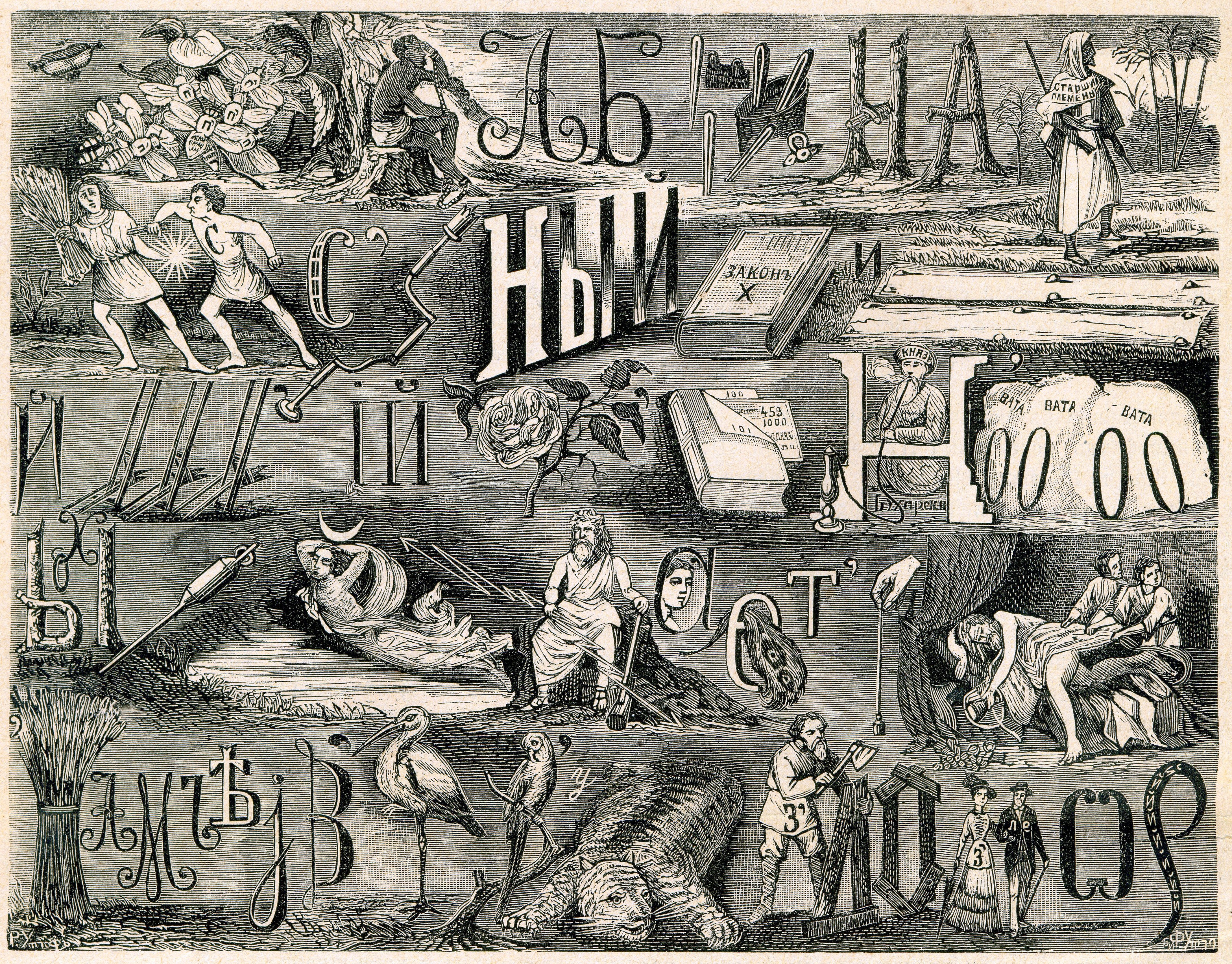
Rebus z rosyjskiego magazynu „Rebus”

Rebus – łamigłówka pokrewna szaradzie, składająca się z odpowiednio ułożonych rysunków, napisów i znaków. Rozwiązanie rebusu polega na odczytaniu zaszyfrowanego hasła. Podane w rebusie treści są zwykle niejednoznaczne, mające jedynie naprowadzić rozwiązującego na właściwe znaczenie. Duże i skomplikowane rebusy wymagają od rozwiązującego szerokiego zakresu wiedzy, często z wielu niezwiązanych ze sobą dziedzin. Dla ułatwienia zwykle podane są pierwsze litery wyrazów składających się na rozwiązanie.
Słowo rebus może pochodzić od łacińskiej formuły non verbis sed rebus (nie słowami, lecz rzeczami) lub od broszury De rebus quae geruntur (O rzeczach, które się dzieją).
Rebusy (szczególnie heraldyczne prezentujące nazwiska rodowe) cieszyły się bardzo dużą popularnością w renesansowych Włoszech. Artysta Leonardo da Vinci stworzył co najmniej 154 rebusy.
Ze znanych postaci historycznych rebusy układali również: Sandro Botticelli, François Rabelais, Voltaire, Mark Twain, a wśród polskich autorów na przykład Henryk Siemiradzki.